# HD110072
HD110072 — хімічно пекулярна зоря спектрального класу Sr, що має видиму зоряну величину в смузі V приблизно 10,1.
Вона  розташована на відстані близько 1331,3 світлових років від Сонця.

## Пекулярний хімічний склад
Зоряна атмосфера HD110072 має підвищений вміст 
Cr
.